# غامبيلارا
غامبيلارا (بالإيطالية: Gambellara)‏ هي مدينة في مقاطعة فشنزة بمنطقة فنيتة، شمال إيطاليا.